# Ralf Betz
Ralf Betz (* 15. November 1966 in Essen) ist ein deutscher Drehbuchautor und Schauspieler.

## Leben
Betz arbeitet seit 1994 als Fernsehautor, hauptsächlich im Bereich Comedy. Er begann bei der Comedyserie RTL Samstag Nacht, wo er unter anderem mit seinem Kollegen Holger Schmidt die erste Folge von Kentucky schreit Ficken schrieb und die Rubriken Die kleine politische Ecke und Far Out mitentwickelte. Seitdem schrieb er für viele Comedy-Formate wie zum Beispiel Mensch Markus, Was guckst Du? und  Die dreisten Drei.
Daneben arbeitet er auch als Schauspieler wie in Happiness neben Dorkas Kiefer und Markus Maria Profitlich sowie in Was guckst Du?! mit Kaya Yanar.

## Filmografie (Auswahl)

### Als Autor
- 1993: RTL Samstag Nacht
- 1997: Switch
- 1997: Happiness
- 2000: Die Ingo Appelt Show
- 2001: Was guckst du?!
- 2002: Hallervordens Spott-Light
- 2002: Die Dreisten Drei
- 2002: Mensch Markus
- 2004: Wenn sie lachen ist es Oschmann
- 2005: Sechserpack
- 2006: Weibsbilder
- 2007: Der Butler und die Prinzessin
- 2008: Mannsbilder
- 2011: Die Wochenshow
- 2011: Stromberg
- 2016: Patchwork Family
- 2017: neoManiacs

### Als Schauspieler
- 1997: T.V. Kaiser
- 1997: Happiness
- 1999: Freitag Nacht News
- 2001: Was guckst du?
- 2006: Weibsbilder
- 2008: 3 ein Viertel